# Jack Harvey
Jack Harvey (Bassingham, 15 de abril de 1993) é um automobilista britânico que atualmente compete na IndyCar. Ele é um ex-membro do programa de jovens pilotos da McLaren.